# Asobi Asobase
Asobi Asobase (あそびあそばせ lit. Vamos a jugar un juego?) es un manga escrito e ilustrado por Rin Suzukawa. Comenzó a serializarse en el sitio web Young Animal Densi de Hakusensha en junio de 2015, siendo compilado en quince volúmenes tankōbon hasta el momento. Una adaptación a anime producida por el estudio Lerche se emitió en Japón entre el 8 julio y el 23 de septiembre de 2018.

## Sinopsis
La serie se centra en Hanako, Olivia y Kasumi, estudiantes de segundo año en una escuela secundaria para niñas y las únicas tres miembros del «Grupo de Estudio de Jugadores» más conocido como «GEJ» (por sus siglas) o asoken (en japonés あそ研), un grupo no reconocido oficialmente. El club tiene objetivos muy ambiguos, que generalmente consisten en ver a las chicas pasar sus ratos libres con juegos de muchos tipos.

## Personajes
Hanako Honda (本田 華子 Honda Hanako?)
 Seiyū: Hina Kino
Hanako es la compañera de clase de Olivia y Kasumi, una chica extremadamente energética que arrastra a ambas a su ritmo para jugar juegos extraños en la escuela. A pesar de su naturaleza infantil, se muestra que es muy inteligente en sus estudios y un talento natural en los deportes, aunque no tiene ningún interés en ellos. Se muestra que su familia tiene una conexión rica o noble, ya que puede obtener objetos a pedido.
Olivia (オリヴィア Orivia?)
 Seiyū: Rika Nagae
Olivia es la compañera de clase de Hanako y Kasumi que finge se extranjera al pretender ser una estudiante de intercambio estadounidense a pesar de haber nacido y crecido en Japón con padres extranjeros. Por lo tanto, al principio finge hablar japonés de muy bajo nivel para mantener su imagen mientras gradualmente "mejora" para hacer creer a las otras que es completamente extranjera.
Kasumi Nomura (野村 香純 Nomura Kasumi?)
 Seiyū: Konomi Kohara
Kasumi es la compañera de clase de Olivia y Hanako a la que no le gusta jugar debido a las burlas constantes de su hermana cuando era más joven. Ella es muy mala en inglés y le gusta escribir fantasías BL, a pesar de esto último tiene una enfermiza fobia a los hombres.
Chisato Higuchi (樋口 千紗都 Higuchi Chisato?)
 Seiyū: Ryōko Maekawa
Chisato es la maestra chantajeada para convertirse en la asesora del Grupo de Estudio de Jugadores, que se vio obligada a asesorar al club por pensar que se trataba de conseguir citas. A menudo se siente desanimada por no poder encontrar un esposo.
Maeda (前多?)
 Seiyū: Ryōtarō Okiayu
Maeda es el mayordomo de la familia de Hanako. Debido a que los extraterrestres lo investigaron, es capaz de disparar rayos láser de su trasero. Puede construir o adquirir rápidamente cualquier artículo que Hanako le pida, desde una piscina inflable para niños hasta un robot que habla en inglés para estudiar.
Presidenta del Consejo Estudiantil (生徒会長 Seitokaichō?)
 Seiyū: Honoka Inoue
Es una chica tranquila y con gafas cuyo nombre real no ha sido revelado. A pesar de su actitud tímida, se las arregló para ganar su puesto debido al discurso de su vicepresidenta que sonaba amenazador para el resto del cuerpo estudiantil.
Oka (岡?)
 Seiyū: Mai Kanazawa
Apodada Luu, Oka es la líder del Club de Ocultismo que se hace amiga del GEJ, enseñándoles juegos de terror y brujería.
Aguri Mato (間桐 あぐり Matō Aguri?)
 Seiyū: Megumi Toda
Apodada Agrippa, Aguri es compañera de Oka y miembro del Club de Ocultismo. Ella estaba temporalmente fuera de la escuela por razones médicas.
Tsugumi Aozora (青空 つぐみ Aozora Tsugumi?)
 Seiyū: Aoi Yūki
Tsugumi es una compañera de clase de las chicas y de la cual el GEJ sospecha que en realidad es un chico, especialmente después de que Olivia escuchara por casualidad a Tsugumi confesar que era un chico cuando rompía con su novio, lo que las llevó a hacer todo lo posible para descubrir la verdadera identidad de Tsugumi. Tsugumi mantiene su identidad ambigua para burlarse del club, en especial de Kasumi.
Sainan (済南?)
 Seiyū: Yasunori Masutani
Sainan es la maestra de idiomas de la escuela que a menudo se convierte en la desafortunada víctima de la travesura de las niñas.
Takayanagi (高柳?)
 Seiyū: Mitsuki Saiga
Takayanagi es la consejera de orientación escolar.
Kentarō Honda (本田 健太郎 Honda Kentarō?)
 Seiyū: Eishin Fudemaru
Kentarō es el hermano menor de Hanako.

## Media

### Manga
Asobi Asobase está escrito e ilustrado por Rin Suzukawa. Comenzó la serializarse en el sitio web Young Animal Densi de Hakusensha el 26 de junio de 2015, que posteriormente fue sustituido por Manga Park el 1 de agosto de 2017. La serie también ha sido publicada en la revista Young Animal desde el 25 de noviembre de 2016.
| N.º | Fecha de lanzamiento    | ISBN original      |
| --- | ----------------------- | ------------------ |
| 1   | 29 de febrero de 2016   | ISBN 9784592141792 |
| 2   | 29 de agosto de 2016    | ISBN 9784592141808 |
| 3   | 28 de febrero de 2017   | ISBN 9784592147084 |
| 4   | 9 de agosto de 2017     | ISBN 9784592147091 |
| 5   | 26 de enero de 2018     | ISBN 9784592147107 |
| 6   | 29 de junio de 2018     | ISBN 9784592161264 |
| 7   | 26 de diciembre de 2018 | ISBN 9784592161271 |
| 8   | 29 de agosto de 2019    | ISBN 9784592161288 |
| 9   | 28 de febrero de 2020   | ISBN 9784592161295 |
| 10  | 28 de agosto de 2020    | ISBN 9784592161301 |
| 11  | 26 de febrero de 2021   | ISBN 9784592161967 |
| 12  | 29 de julio de 2021     | ISBN 9784592161974 |
| 13  | 28 de enero de 2022     | ISBN 9784592161981 |

### Anime
Una serie de anime de 12 episodios dirigida por Seiji Kishi y animada por Lerche, fue emitida entre el 8 de julio y el 23 de septiembre de 2018. Los guiones fueron escritos por Yūko Kakihara y la música fue compuesta por Masato Koda. El tema de apertura Three Piece (スリピス Suripisu?) y el tema final Inkya Impulse (インキャインパルス Inkya Inparusu?) fueron interpretados por Hina Kino, Rika Nagase y Konomi Kohara. Un OVA se incluyó con el séptimo volumen del manga el 26 de diciembre de 2018.

#### Lista de episodios
| Episodios | Episodios | Episodios                |
| Número    | Título | Fecha de estreno         |
| --------- | --- | ------------------------ |
| 1         | «Intercambio equivalente / Emoción barata / Jugadores / Una pervertida gentil» «Tōka kōkan/ Chīpuna suriru / Asobinin/ Yasashī hentai» (等価交換 / チープなスリル / 遊び人 / 優しい変態」)                                                                    | 8 de julio de 2018       |
| 2         | «Pasando el rato / El juego de la amistad / Cacería de brujas / Partido amistoso» «Himatsubushi/ Yūjō gēmu/ Majo saiban/ Nontaitorumatchi» (暇つぶし / 友情ゲーム / 魔女裁判 / ノンタイトルマッチ)                                                            | 15 de julio de 2018      |
| 3         | «Una batalla que no puedo perder / Títere / Arriesgar la vida» «Zettai ni make rarenai tatakai/ Ayatsuri ningyō/ Inochigake» (絶対に負けられない戦い / 操り人形 / 命懸け)                                                                                     | 22 de julio de 2018      |
| 4         | «Rayo desde las partes bajas / Ver la paja en el ojo ajeno / Invasión ilegal / Juegos de caderas» «Kahanshin kara bīmu/ Me kuso hana kuso/ Fuhō senkyo/ Shiri asobi» (下半身からビーム / 目クソ鼻クソ / 不法占拠 / 尻遊び)                                    | 29 de julio de 2018      |
| 5         | «Estilo demoníaco / Interrogatorio guiado / La maldición de Maeda / Educación sexual» «Akuma-teki sensu/ Yūdō jinmon/ Maeda no noroi/ Seikyōiku» (悪魔的センス / 誘導尋問 / 前多の呪い / 性教育)                                                              | 5 de agosto de 2018      |
| 6         | «Asterisco / Estudiando para los exámenes / Cambio de imagen / Un nuevo duelo intenso» «Asutarisuku/ Tesuto benkyō/ Imechen/ Gekitō, futatabi» (アスタリスク / テスト勉強 / イメチェン / 激闘、再び)                                                          | 12 de agosto de 2018     |
| 7         | «Las ladronas GEJ / Una mujer aterradora / Distrayendo a la rarita / La tragedia de los senos» «Kaitō a so-ken/ Kyōfu no on'na/ Denpa de GO/ Oppai no higeki» (怪盗・あそ研 / 恐怖の女 / 電波でGO / おっぱいの悲劇)                                           | 19 de agosto de 2018     |
| 8         | «Bacterias: ¡Atrápalas ya! / Revelación divina / El juego de mesa del diablo» «Baikin, Gettoda ze / Kaminokeiji/ Ma no sugoroku» (バイキン、ゲットだぜ / 神の啓示 / 魔のスゴロク)                                                                             | 26 de agosto de 2018     |
| 9         | «Las preocupaciones de una falsa extranjera / Muñeca inflable / Manipulación de genes» «Ese gaikoku hito no nayami/ Datchina waifu/ Idenshi sōsa» (エセ外国人の悩み / ダッチなワイフ / 遺伝子操作)                                                            | 2 de septiembre de 2018  |
| 10        | «Mi corazón da saltos / El juicio por infamia de Hanako / El secreto de la polla / Filmando una película» «Kokoro ga pyonpyon / Kako no harenchi saiban/ Tin PO no himitsu/ Eiga seisaku» (心がぴょんぴょん / 華子のハレンチ裁判 / ティンPOの秘密 / 映画制作) | 9 de septiembre de 2018  |
| 11        | «Adiós, presidenta del consejo / El proyecto de brujería del CFP / Un rostro puede ser letal» «Sayonara seito kaichō/ Okaken u~itchi purojekuto/ Ganmen kyōki» (さよなら生徒会長 / オカケン・ウィッチ・プロジェクト / 顔面凶器)                               | 16 de septiembre de 2018 |
| 12        | «Daniel / Reunión de sostenes / Battle Royale fantasioso / Guerra de papel» «Danieru/ Bura kaigi/ Meruhen batorurowaiyaru/ Kami nomi zo sensō» (ダニエル / ブラ会議 / メルヘン・バトルロワイヤル / 紙のみぞ戦争)                                              | 23 de septiembre de 2018 |
| OVA       | «Concurso de cosplay / Hacia el futuro yo» «Kosupure taikai/ Otona no watashi e» (コスプレ大会 / 大人の私へ) | 26 de diciembre de 2018  |

#### Especiales
| Episodios | Episodios                                     | Episodios               |
| Número    | Título                                        | Fecha de estreno        |
| --------- | --------------------------------------------- | ----------------------- |
| 1         | «Hermanito» «O tōto» (おとうと)               | 28 de noviembre de 2018 |
| 2         | «Armstrong» «Āmusutorongu» (アームストロング) | 21 de diciembre de 2018 |